# Barbie : Un merveilleux Noël
Série Barbie
Barbie, apprentie princesse
(2011) Barbie : Le Secret des sirènes 2
(2012)
Série Barbie et ses sœurs
Barbie et ses sœurs : Au Club Hippique
(2013)
Pour plus de détails, voir Fiche technique et Distribution.
Barbie : Un merveilleux Noël, ou Barbie : Un Noël merveilleux au Québec, (Barbie: A Perfect Christmas) est le 21e long-métrage d'animation de Noël qui met en scène le personnage de Barbie, ainsi que le premier film de la série Barbie et ses sœurs. Le film est sorti en DVD le 22 novembre 2011 et a été réalisé par Terry Klassen et Mark Baldo.

## Synopsis
Barbie et ses trois sœurs, Skipper, Stacie et Chelsea, s'apprêtent à rejoindre leur tante Millie (Millicent) à New York pour passer le meilleur Noël de leur vie. Malheureusement, à cause des perturbations causées par la neige, leur avion ne va pas jusqu'à New York. Mais Barbie promet à ses sœurs qu'elles y seront pour Noël et loue une voiture. Hélas, la neige n'arrête pas de tomber et les filles décident de s'arrêter à une grande auberge isolée sur le chemin. Elles y sont très bien accueillies par la gérante Christie et la famille Elif, en pleine préparation de cadeaux. Malgré la bonne humeur que l'ambiance de Noël apporte, Barbie et ses sœurs sont toujours coincées au milieu de nulle part. Alors Barbie fait le vœu qu'elles passent un Noël magique, même si elles ne sont pas avec leur tante Millie à New York. Et ce surtout pour Skipper qui devait voir un groupe de musique de sa connaissance jouer sur scène une chanson écrite par elle-même, mais aussi pour Stacie et Chelsea qui n'arrêtent pas de se chamailler. Heureusement pour elles, les habitants de l'auberge vont les y aider. D'ailleurs, la petite Chelsea est persuadée que cette auberge est l'atelier du Père Noël.

## Fiche technique
- Titre original : Barbie: A Perfect Christmas
- Titre français : Barbie : Un merveilleux Noël
- Titre québécois : Barbie : Un Noël merveilleux
- Réalisation : Mark Baldo
- Scénario : Elise Allen
- Direction artistique : Walter P. Martishius
- Musique : Gabriel Mann, Rebecca Kneubuhl
- Chansons : Amy Powers, Gabriel Mann et Rob Hudnut
- Production : Kevin Gamble et Gokul Kesavan ; Tiffany J. Shuttleworth (senior); Steven Wendland et Rob Hudnut (exécutifs)
- Sociétés de production : Barbie Entertainment, Technicolor Production
- Société de distribution : Universal Studios Home Entertainment
- Pays d'origine : États-Unis
- Langue d'origine : anglais
- Format : couleur - son stéréo
- Genre :  Film d'animation
- Durée : 74 minutes
- Dates de sortie :
  -  États-Unis : 8 novembre 2011 (DVD)
  -  France : 22 novembre 2011 (DVD)[2]

Sources : Générique du DVD, IMDb

## Distribution
| - Diana Kaarina : Barbie - Julie Stevens / Jennifer Waris : Barbie (chant) - Rachel Harrison : Skipper - Nevada Brandt : Skipper (chant) - Lauren Lavoie : Stacie - Danielle Bessler : Stacie (chant) - Ashlyn Drummond : Chelsea - Lucia Vecchio : Chelsea (chant) - Maryke Hendrikse : Christie Clauson / Ivy Elif - Allie Feder : Christie (chant) - Alistair Abell : Cole Elif - Chiara Zanni : Holly Elif - Aidan Drummond : Brian - Patricia Drake : tante Millie | - Noémie Orphelin : Barbie - Cindy Layla : Barbie (chant) - Julie Basecqz : Skipper - Nathalie Delattre : Skipper (chant) - Aaricia Dubois : Stacie - Alayin Dubois : Chelsea - Angélique Leleux : Christie Clauson - Nathalie Hugo : Christie (chant) - Dominique Wagner : Ivy Elif - Sébastien Hébrant : Cole Elif - Cathy Boquet : Holly Elif - Stéphane Pelzer : Brian - Manuela Servais : tante Millie |

Source : Générique du DVD

## Chansons du film
- Le Meilleur Noël de ma vie (The Best Christmas of my life) - Chelsea, Stacie, Skipper et Barbie
- Emballe-le, Empile-le (Wrap It Up, Stack It Up) - Christie et la famille Elif
- Mon souhait du soir (The Wish I Wish Tonight) - Barbie
- C'est un Noël merveilleux (It's a perfect Christmas) - Skipper
- Avec ce chant traditionnel (Falalalala) (Deck The Halls) - Chelsea, Stacie, Skipper et Barbie
- Wrap It Up, Stack It Up - Allie Feder
- It's a Perfect Christmas - Nevada Brandt

## Autour du film
- Créée en 1959, la poupée Barbie est à l'origine de nombreux produits dérivés. Elle a également inspiré plusieurs films d’animation. Barbie : Un merveilleux Noël est le vingt-et-unième long métrage mettant en vedette Barbie qui incarne différents personnages. Il est sorti la même année que Barbie et le Secret des fées et Barbie apprentie princesse. Il est suivi par Barbie et le Secret des sirènes 2 en 2012.
- Le personnage de Brian ressemble clairement au chanteur Justin Bieber.